# پناهگاه صخره‌ای دره قلا جوقه
پناهگاه صخره‌ای دره قلا جوقه مربوط به دوران پارینه‌سنگی است و در شهرستان کوهدشت، بخش مرکزی، دهستان گل گل، روستای بره کلک واقع شده و این اثر در تاریخ ۷ اسفند ۱۳۸۶ با شمارهٔ ثبت ۲۱۳۵۸ به‌عنوان یکی از آثار ملی ایران به ثبت رسیده است.